# Dendrobiella sericea
Dendrobiella sericea är en skalbaggsart som först beskrevs av Étienne Mulsant och Wachanru 1852.  Dendrobiella sericea ingår i släktet Dendrobiella och familjen kapuschongbaggar. Inga underarter finns listade i Catalogue of Life.

## Bildgalleri

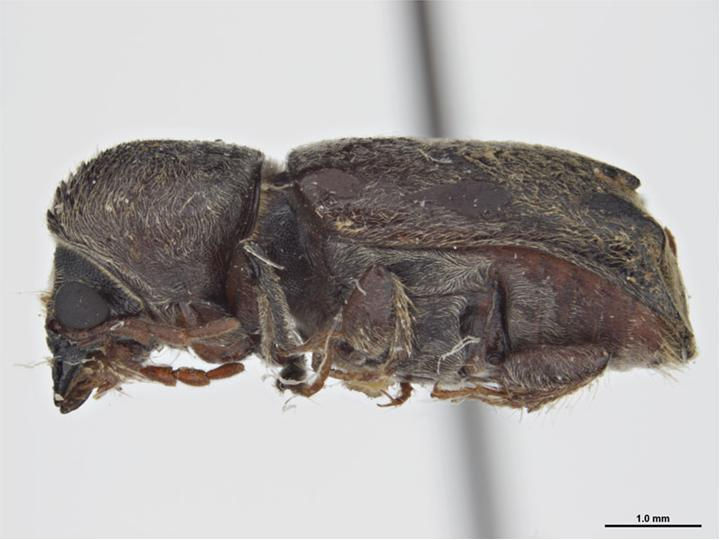